# DuPont Pioneer
DuPont Pioneer (укр. «Дюпон Піонер») — підрозділ компанії Дюпон та світовий лідер в розробці і наданні сучасної генетики рослин фермерам в усьому світу. Компанія «Дюпон Піонер», головний офіс якої знаходиться в місті Де-Мойн, штат Айова, США, розробляє, виробляє та реалізовує широкий спектр високоякісного насіння та мікробіологічних продуктів, надає послуги клієнтам в майже 100 країнах світу. Компанія «Дюпон Піонер» продає в Україні гібридне насіння кукурудзи, соняшнику та олійного ріпаку, а також інокулянти для силосування.

### Історія DuPont Pioneer в Україні
Історія компанії DuPont Pioneer в Україні почалася у 1959 році, коли Микита Хрущов відвідав американський штат Айова. Він повернувся до СРСР із чітким баченням подальшого розвитку сільського господарства. Крім того, він привіз із собою гібриди кукурудзи торгової марки Піонер®, які придбав у Росуелла Гарста (Roswell Garst), ексклюзивного дистриб'ютора продукції Pioneer і прогресивного на той час фермера.
Завдяки цій історичній події у 1970-х роках Радянський Союз почав купувати у компанії Pioneer інбредні лінії кукурудзи, які використовувалися в селекційних програмах радянських науково-дослідних інститутів рослинництва.
1986 р. Компанія Pioneer офіційно розпочала свою діяльність в СРСР із закладки польових дослідів в Україні та Росії.
1998 р. Компанія Pioneer відкрила своє представництво у м. Києві (Україна) і почала роботу з випробування нових гібридів кукурудзи та соняшнику.
2001 р. Зареєстровано юридичну особу ТОВ «Піонер Насіння Україна».
2009 р. Компанія Pioneer оголосила про організацію науково-дослідницького центру у с. Любарці, розташованого за 50 км від м. Києва. В рамках науково-дослідницької діяльності компанія Pioneer проводить випробування насіння кукурудзи, соняшнику та ріпаку.
2010 р. Компанія Pioneer офіційно відкрила науково-дослідницький центр в с. Любарці для проведення випробувань і виведення спеціально адаптованих до агроекологічних умов України гібридів кукурудзи, соняшнику, озимого та ярого ріпаку.
Інвестиції були стратегічним рішенням, спрямованим на значне розширення селекційної програми в Україні шляхом проведення дореєстраційних випробувань та аналізу отриманих даних, що сприяло розширенню асортименту гібридів кукурудзи, соняшнику та ріпаку.
Новий науково-дослідницький центр відіграє ключову роль і забезпечує лідируючу позицію компанії Pioneer у виведенні на український ринок нових високопродуктивних гібридів кукурудзи, соняшнику та ріпаку.
2011 р. Компанія Pioneer приступила до будівництва нового логістичного комплексу у с. Стасі Диканьського району Полтавської області (Україна). Перший етап реалізації проекту передбачав будівництво складських та офісних приміщень, майстерень, комунікацій і під'їзної дороги, а другий — готового до експлуатації заводу з виробництва насіння кукурудзи та соняшнику. Інвестиції у виконання першого етапу проекту склали близько 10 мільйонів доларів США.
Листопад 2012 р. Компанія Pioneer оголосила про намір інвестувати понад 40 мільйонів доларів США у будівництво заводу з виробництва насіння у с. Стасі Диканьського району Полтавської області.
Червень 2013 р. Відбулося офіційне відкриття заводу компанії Pioneer. 40 мільйонів доларів США — одна з багатьох інвестицій компанії, спрямованих на підтримку розвитку місцевого товарного виробництва насіння кукурудзи та соняшнику Піонер® і сприяння збільшенню продуктивності та ефективності вирощування цих культур українськими аграріями.
Завод готовий до експлуатації у 2013 році і має забезпечити зростаючий попит сільгоспвиробників України на гібриди кукурудзи та соняшнику торгової марки Піонер®.
Завод, включаючи логістичний комплекс, забезпечує роботою близько 70 робітників, відповідальних за управління складськими приміщеннями та своєчасне постачання сільгоспвиробникам близько 500 000 мішків гібридного насіння кукурудзи та соняшнику торгової марки Піонер®.
Окрім нових робочих місць, створених завдяки будівництву заводу, в компанії Pioneer в Україні працює близько 150 штатних співробітників, включаючи понад 70 агрономів-консультантів, які просувають продукцію торгової марки Піонер® в Україні.
Компанія Pioneer пропонує своїм клієнтам агрономічну підтримку, а також співпрацює з українськими сільгоспвиробниками, які надають поля для проведення наукових досліджень та висівають батьківські форми гібридів Піонер®.
Компанія Pioneer прагне постачати на ринок високоякісну продукцію і надавати клієнтам позитивний досвід її використання.
Станом на початок 2019 року є багаторічним партнером українського агропромислового холдингу LNZ Group.

### Захист від підробок
Оскільки у всьому світі у різних виробничих галузях з'являється підроблена продукція, компанія Pioneer надзвичайно серйозно розглядає це питання та продовжує оперативно реагувати на випадки появи на ринку підробок.
У 2010 році компанія Pioneer першою серед насіннєвих компаній впровадила низку додаткових заходів, спрямованих на захист своєї продукції від підробок. Дистриб'ютори та споживачі можуть легко ідентифікувати оригінальну продукцію Піонер® завдяки технології розпізнавання IZON, яка дозволяє швидко переконатися у її справжності.
Технологія розпізнавання IZON дозволяє захистити споживачів України від підробок упаковок насіння кукурудзи, соняшнику та ріпаку завдяки нанесенню на них знаку з голографічним захистом.
Завдяки використанню передових технологій при виробництві продукції, інвестиціям в інфраструктуру та новим засобам безпеки, компанія Pioneer надає своїм клієнтам найвищий рівень захисту від підробок, який є унікальним для даної галузі на сьогоднішній день.